# Jan Schipper (burgemeester)

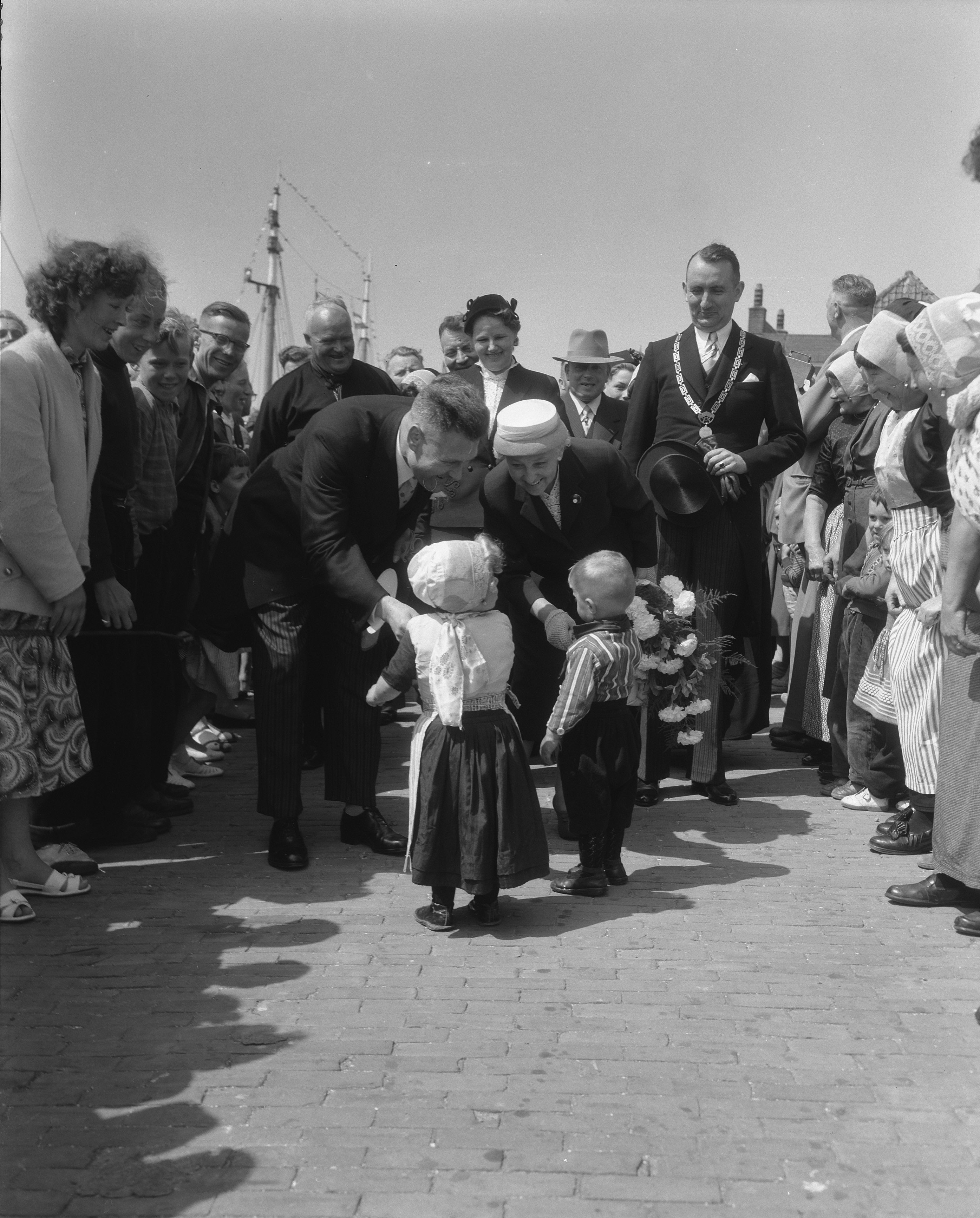
J. Schipper en zijn vrouw worden in Urk verwelkomt in 1957. Wnd. burgemeester L.A. Verburg kijkt toe.

Jan Schipper (Enschede, 11 juni 1898 – Gouda, 7 november 1962) was een Nederlands politicus van de ARP.
Hij werd geboren als zoon van Lambert Schipper (1869-1931; fabriekarbeider) en Fenna Gezina Klaassen (1874-1950). Hij was chef van de controledienst van de gemeente Hengelo voor hij in 1957 benoemd werd tot burgemeester van Urk. Tijdens dat burgemeesterschap overleed hij in 1962 op 64-jarige leeftijd. Naar hem is in Urk de 'Burgemeester J. Schipper Kade' vernoemd.